# サンルートホテルチェーン
サンルートホテルチェーンは、相鉄ホールディングスの完全子会社、相鉄ホテルマネジメントが運営するホテルチェーンである。かつては日本交通公社と第一ホテルが合弁で設立した株式会社サンルート (SUNROUTE Co., Ltd.) が運営した。

## 概要
- 1970年（昭和45年）5月9日 - 創業する。先行同業の東急イン、ワシントンホテルらと同様にビジネスホテルを展開する。
- 1984年（昭和59年）4月 - 三井不動産と資本と業務で提携を締結する[注釈 1][1][注釈 2]。
- 2014年（平成26年）9月1日 - ジェイティービーが保有するサンルートの株式を相鉄ホールディングスへ譲渡し、相鉄ホールディングスの完全子会社[2][3]となり、客室数業界第5位のホテルグループとなる。
- 2017年（平成29年）
  - 7月14日 - 株式会社相鉄ホテルマネジメント 設立登記。
  - 10月1日 - 相鉄インとサンルートのホテル事業を、相鉄ホテルマネジメントに会社分割（吸収分割）。

## ホテル一覧
太字は直営ホテル。他はフランチャイズまたは業務提携ホテル。2017年（平成29年）の相鉄との経営統合以降、直営ホテルは相鉄フレッサインへのリブランド、フランチャイズ、提携ホテルは、契約満了によるサンルートからの離脱が相次いでいる。ただし、現在でも相鉄ホテルズパートナーホテルとして、サンルートにリブランドのうえ加盟することは可能である。

### 北海道
- ホテルサンルート札幌（北区、ポロス）

### 東北（青森県、岩手県、福島県）
- ホテルサンルート青森（ヤマイシ）
- ホテルサンルート五所川原（ホテルサンルート五所川原）
- ホテルサンルートパティオ五所川原（五所川原温泉ホテル）
- ホテルサンルート福島（川口屋紙店）
- ホテルサンルート須賀川（ホテルサンルート須賀川）

### 関東（栃木県、埼玉県、千葉県）
- ホテルサンルート宇都宮（坂本商事）
- ホテルサンルート栃木（フォレストフォーシーズン）
- ホテルサンルート佐野（ホテルサンルート佐野）
- ホテルサンルート熊谷駅前
- ホテルサンルート千葉（中央区、ユー・エス）

### 東京都、神奈川県
- ホテルサンルート"ステラ"上野（台東区、ホテルサンルート浅草）
- ホテルサンルート浅草（台東区、ホテルサンルート浅草）
- ホテルサンルートプラザ新宿（渋谷区）
- ホテルサンルート銀座（中央区、阿部商事）
- ホテルサンルート五反田（品川区、日本邸宅）
- ホテルサンルートパティオ大森（品川区、岡田商事）

### 甲信越 / 北陸（長野県、新潟県、富山県、石川県）
- ホテルサンルート新潟（中央区）

### 近畿（滋賀県、京都府、奈良県、大阪府、兵庫県）
- ホテルサンルート彦根（ティーアールシー）
- ホテルサンルート福知山（天狗堂）
- ホテルサンルート奈良（ホテルサンルート奈良）
- ホテルサンルートソプラ神戸（中央区、神戸ダイトク）
- ホテルサンルートソプラ神戸アネッサ（兵庫区、神戸ダイトク）

### 中国（広島県、山口県）
- ホテルサンルート徳山（周南市、ホテルサンルート徳山）

### 四国（徳島県、愛媛県）
- ホテルサンルート徳島（猪之津興業）

### 九州（福岡県、長崎県、熊本県）
- ホテルサンルート熊本（中央区、ホテルサンルート熊本）

### 台湾
- ホテルサンルート台北（台灣燦路都股份有限公司）

### サンルートクラブパートナーズホテル（提携ホテル）
- 東京グリーンパレス（千代田区、全国市町村職員共済組合連合会より運営受託）

## 過去のホテル一覧

### 過去のグループホテル
- ホテルサンルート岐阜 - 現「ホテルイルクレド岐阜」
- ホテルサンルート四日市 - 現「APOA HOTEL四日市」
- ホテルサンルート鈴鹿 - 現「ホテルハイシティセレンテ」
- ホテルサンルート津 - 現「APOA HOTEL津」
- ホテルサンルート赤坂 - 2014年5月からは「the b 赤坂」として営業。
- ホテルサンルート奈良 - 現「ホテル尾花」
- （旧）ホテルサンルート清水 - （新）ホテルサンルート清水の開業に伴い、「ホテルサンポート清水」として営業していたが、閉店。
- （新）ホテルサンルート清水 - 「グランドホテル清水」として営業していたが、2019年5月31日で閉店。解体済み
- ホテルサンルート津和野 - 現「ホテルスカイヒル津和野」として営業していたが閉鎖。その後「感謝グループ津和野ホテル」としてオープンしたが閉鎖。
- ホテルサンルート岡山 - 現「アパホテル＜岡山駅東口＞」
- ホテルサンルート富山 - 「西町ゴールドビジネスホテル」としてオープンしたが閉鎖。解体済み。
- ホテルサンルート盛岡
- ホテルサンルート酒田 - 「ホテルイン酒田駅前」として営業していたが閉鎖。ホテルに隣接する敷地（旧ジャスコ酒田）に「月のホテル」をオープン。
- ホテルサンルート山形 - 現「ホテルクラウンヒルズ山形　香澄町」　（ホテルサンルート山形は、旧「山形東急イン」→旧「山形イン」）
- ホテルサンルート横手 - 現「横手ステーションホテル」
- ホテルサンルート米沢 - 現「ホテルモントビュー米沢」
- ホテルサンルート池袋 - 2009年6月からは「the b 池袋」として営業。
- ホテルサンルート志賀高原
- ホテルサンルート坂出 - サンルートホテルチェーンの1号店
- ホテルサンルート中村 - 現「ホテルクラウンヒルズ中村」
- ホテルサンルート宮崎 - 「ホテルサンライト宮崎」として営業したが2013年12月で閉鎖。現在不動産会社が入居。
- ホテルサンルート高知
- ホテルサンルート釧路 - 「ホテルオーシャン駅前温泉」としてオープンしたが閉鎖。
- ホテルサンルート苫小牧 - 現「スマイルホテル苫小牧」
- ホテルサンルート筑波 - 2001年12月28日をもって加盟契約が終了し、2002年2月19日からは「ホテルルートつくば」として営業。
- ホテルサンルート白河  - 2017年3月31日をもって加盟契約が終了し、2017年4月1日からは「東京第一ホテル新白河」として営業。
- ホテルサンルート瀬戸大橋 - 2017年6月16日から株式会社TROホールディングス・株式会社安心プランニングにより「ホテルアネシス瀬戸大橋」として営業。
- ホテルサンルート八戸  - 2017年11月5日をもって加盟契約が終了し、2017年11月6日からは「ホテルリバティヒル」として営業。
- ホテルサンルートプラザ福島 - 2017年11月26日をもって営業を終了し、2017年12月1日からは「ホテルサンキョウ福島」として営業。
- ホテルサンルート佐世保（S・R・S） - 2018年6月30日をもって加盟契約が終了し、2018年7月1日からは「サンウエストホテル　佐世保」として営業。
- サンルートホテルガーデンパレス（埼玉県熊谷市） - 2019年1月31日をもって加盟契約が終了し、2019年2月1日からは「ホテルガーデンパレス」として営業。ホテルサンルート熊谷駅前とは別ホテル。
- ホテルサンルート小松 - 1988年に「ホテルサンルート小松」として開業[4]。2019年3月31日をもって加盟契約が終了し、2019年4月1日からは「ホテルビナリオKOMATSUセントレ」として営業。なお、小松駅東地区の複合ビルへのホテル移転などのため、「ホテルビナリオKOMATSUセントレ」は2023年5月末で閉館[4]。
- ホテルサンルート梅田 - 2019年3月31日をもって加盟契約が終了し、2019年4月1日からは「ホテルビナリオ梅田」として営業。
- ホテルサンルート博多 - 2019年3月31日をもって加盟契約が終了し、2019年4月1日からは「マースガーデンホテル博多」として営業。
- ホテルサンルート京都 - 2019年6月30日をもって営業を終了し、2020年度に「フォションホテル京都」としてリニューアル予定[5]。
- サンルート国際ホテル山口 - 2019年7月29日をもって加盟契約が終了し、2019年7月30日からは「国際ホテル山口」として営業。
- サンルートプラザ東京 - 2019年9月30日をもって加盟契約が終了し、2019年10月1日からは「東京ベイ舞浜ホテルファーストリゾート」として営業。
- ホテルサンルート奈良 - 2020年5月31日をもって加盟契約が終了し、2020年6月1日からは「ホテル尾花」として営業。
- ホテルサンルート京都木屋町 - 2020年6月30日をもって加盟契約が終了し、2020年7月1日からは「ホテル京都木屋町」として、2021年8月1日からは「SH by the square hotel京都木屋町」として営業。
- ホテルサンルート和田山 - 2020年8月31日をもって加盟契約が終了し、2020年9月1日からは「ホテルエリアワン和田山」として営業。
- ホテルサンルート室蘭 - 2021年3月25日をもって加盟契約が終了し、2021年3月31日からは「アパホテル室蘭」として営業。
- ホテルサンルートニュー札幌 - 2021年3月31日をもって営業を終了し、2021年7月16日からは「ホテルアベスト札幌」として営業。
- ホテルサンルート一関 - 2021年3月31日をもって加盟契約が終了し、2021年4月1日からは「ホテル松の薫一関」として営業。
- ホテルサンルートプラザ名古屋 - 2022年11月1日よりホテル名称を「サイプレスホテル名古屋駅前」に変更。ただし、引き続き相鉄ホテルズパートナーホテルとして加盟。
- ホテルサンルート釜石 - 2023年3月31日をもって加盟契約が終了し、2023年4月1日からは「ホテルクラウンヒルズ釜石」として営業。
- ホテルサンルート尾道 -  1984年3月3日開業[6]。
- ホテルサンルート竹原 - 1983年9月30日開業[7]。

### 相鉄フレッサインへのリブランド
- ホテルサンルート川崎 - 2019年2月15日より「相鉄フレッサイン 川崎駅東口」
- ホテルサンルート品川シーサイド - 2019年2月26日より「相鉄グランドフレッサ 品川シーサイド」（2021年9月30日営業終了）→ロワジールホテル品川シーサイド
- ホテルサンルート上田 - 2019年3月26日より「相鉄フレッサイン 長野上田駅前」
- ホテルサンルート長野 - 2019年3月27日より「相鉄フレッサイン 長野駅善光寺口」
- ホテルサンルート新橋 - 2019年4月23日より「相鉄フレッサイン 新橋烏森口」
- ホテルサンルート大阪なんば - 2019年6月20日より「相鉄グランドフレッサ 大阪なんば」
- ホテルサンルート広島 - 2019年7月10日より「相鉄グランドフレッサ 広島」（2021年7月31日営業終了）→ホテルマイステイズ広島 平和公園前
- ホテルサンルート有明 - 2019年9月11日より「相鉄グランドフレッサ 東京ベイ有明」
- ホテルサンルート東新宿 - 2019年12月11日より「相鉄フレッサイン 東新宿駅前」
- ホテルサンルート長野東口 - 2020年2月12日より「相鉄フレッサイン 長野駅東口」（2023年3月31日営業終了）→ホテルコートランド
- ホテルサンルート高田馬場 - 2022年4月1日より「相鉄グランドフレッサ 高田馬場」（旧ホテルは2018年9月30日をもって営業を終了、跡地に新築）

### 過去のサンルートクラブパートナーズホテル（提携ホテル）
- ホテルニューカリーナ（安心プランニング、2017年12月17日で契約終了）
- ホテルネッツ函館（ネッツマネジメント、2018年4月30日で契約終了）
- 厚木アーバンホテル（アーバン、2018年12月20日で契約終了）
- APOA HOTEL（アポア、2018年12月20日で契約終了）
- スカイホテル魚津（スカイホテル、2018年12月20日で契約終了）
- スカイホテル魚津アネックス（スカイホテル、2018年12月20日で契約終了）
- スカイホテル滑川（スカイホテル、2018年12月20日で契約終了）
- RAKO華乃井ホテル（サンティア、2018年12月31日で契約終了）
- サイプレスガーデンホテル（ナカモサンルート、2019年3月31日で契約終了）
- ホテルネッツ札幌（ポロス、2019年3月31日で契約終了）
- フォーレスト本郷（文部科学省共済組合より運営受託、2023年3月30日で契約終了）
- ホテルサンルート松山（ホテルサンルート松山、2025年3月31日で契約終了）

## 店舗画像

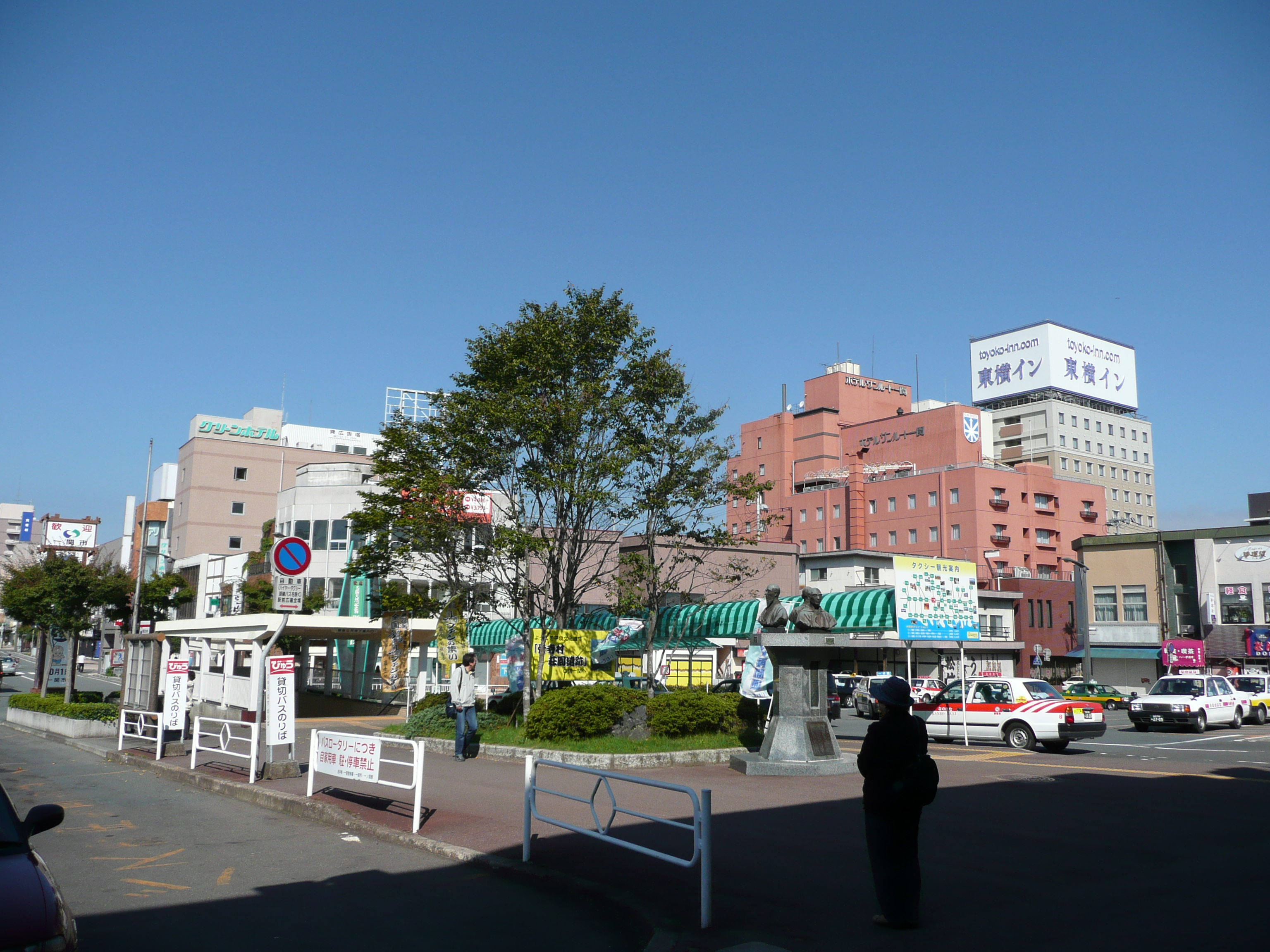
斎藤松月堂が運営するホテルサンルート一関
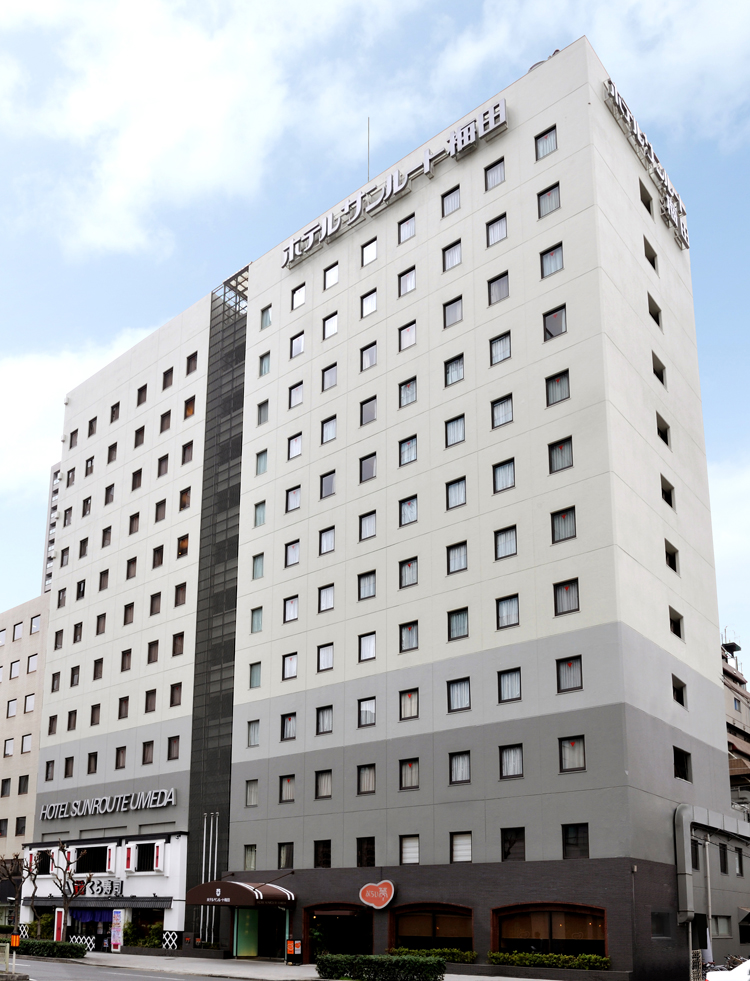
アイアンドエフ・ビルディングが運営するホテルサンルート梅田